# Alekséi Balandin
Alekséi Aleksándrovich Balandin (en ruso: Алексей Александрович Баландин; 20 de diciembre de 1898 — 22 de mayo de 1967) fue un químico ruso, miembro de la Academia de Ciencias de la URSS. Sus principales contribuciones se centran en el campo de la catálisis orgánica, dónde es conocido como el desarrollador de la teoría de multipletes catalíticos.

## Realizaciones
Balandin realizó un importante trabajo teórico y experimental sobre todo en el campo de la catálisis heterogénea. Ideó un modelo teórico universal basado en la existencia de un estado de transición: en contacto con la superficie del catalizador sólido, los reactivos forman un complejo muy inestable, con una serie de enlaces mal definidos no covalentes por completo. En colaboración con su colega y compatriota Nikolái Zelinski, realizó investigaciones petroquímicas de gran importancia práctica: participó en el descubrimiento de la transformación catalítica de alcanos y de cicloalcanos (naftenos) de origen petrolífero, un método para convertirlos en hidrocarburos aromáticos por deshidrogenación, deshidrociclación y deshidro-isomerización.

## Reconocimientos
- El cráter lunar Balandin lleva este nombre en su honor.[1]

## Publicaciones

### Libros
- Khlopin, V. G., Balandin, A. A., Pogodin, S. A., & Volʹfkovich, S. I. (1945). Ocherki po istorii Akademii nauk: khimicheskie nauki. Moskva: Izd-vo Akademii nauk SSSR. OCLC 17748200
- Balandin, A. A. (1964). Catalysis and chemical kinetics, by A. A. Balandin [and others]. New York: Academic Press.
- Vsesoi︠u︡znoe soveshchanie po nauchnym osnovam podbora katalizatorov geterogennykh kataliticheskikh reakt︠s︡iĭ, & Balandin, A. A. (1968). Translated as:  Scientific selection of catalysts. Problems of kinetics and catalysis, 11. Jerusalem: Israel Program for Scientific Translations. OCLC 434180
- Balandin, A. A. (1964). Catalysis and chemical kinetics. New York: Academic Press. OCLC 769314
- Balandin, A. A., & Klabunovskiĭ, E. I. (1972). Izbrannye trudy. Moskva: "Nauka,".